# گرمایش تابشی

بخاری گرما را تابش می‌کند؛ اما همچنین هوای سرد را می‌کشد. A:در اتاقهای با جریان هوا، هوای مورد نیاز برای سوختن، از بیرون مکیده می‌شود. B: گاز داغ خروجی، در حالی که از دودکش خارج می‌شود ساختمان را به وسیله جریان همرفتی گرم می‌کند. C: گرمای تابشی، اغلب از شعله با دمای بالا، حرارت می‌دهدهمان طور که جذب شده‌است.

گرمایش تابشی یک تکنولوژی برای گرم کردن فضاهای داخلی و بیرونی است. گرمایش به‌وسیله انرژی تابشی هر روز مشاهده می‌شود، معمولی‌ترین مثال مشاهده شده گرمایش ناشی از آفتاب است. گرمایش تابشی غالباً به‌طور محدود به عنوان یک تکنولوژی معرفی شده‌است. این یک روش آگاهانه استفاده از اصول گرمای تابشی برای انتقال انرژی تابشی از یک منبع گسیل گرما به یک شئ می‌باشد. طراحی با گرمایش تابشی به عنوان یک جایگزین برای گرمایش همرفتی معمول، به خوبی یک راه تأمین گرمایش خارجی محدود، دیده شده‌است.
گرمایش تابشی‌ها طی سال‌های متمادی تولید شده که در نسل‌های جدید، این محصول با تکنولوژی و فناوری‌های خاصی ارائه می‌شود. نسل قدیم گرمایش تابشی‌ها مصرف سوخت بسیاری داشتند، اما امروزه با تکنولوژی روز دنیا و بکار بردن دستگاه‌های تولید این محصولات با فناوری مدرن تولید شده و در فضاهای داخلی و بیرونی استفاده می‌شود.
گرمایشی تابشی را با نام سیستم گرماتاب نیز می‌شناسند که مدرن‌ترین نوع سیستم‌های تابشی در ایران است و در فضاهایی مثل کارخانه، گلخانه و فضاهای باز مورد استفاده قرار می‌گیرد. نوع فعالیت این سیستم همچون خورشید به صورت تابش حرارت است.

## فضای داخلی
گرمایش تابشی از طریق گرمای تابشی یک ساختمان را به جای روش‌های مرسوم از قبیل رادیاتور (عمدتاً گرمایش همرفتی) گرم می‌کند. این تکنولوژی از زمان روم که از Hypocaust [سیستم حرارت مرکزی] استفاده می‌کردند وجود داشته‌است. گرمایش تابشی از کف به مدت طولانی در چین و کره متداول بوده‌است. مثال دیگر اتریشی/آلمانی، kochelofen یا بخاری سنگی است. انرژی گرمایی، به جای مستقیماً هوا را گرم کردن، از یک عنصر گرم از قبیل کف، دیوار یا پانل سقف تابیده می‌شود و افراد و دیگر اشیاء در اتاق را گرم می‌کند. دمای فضای داخلی برای ساختمان با گرمایش تابشی ممکن است پایین‌تر از ساختمان گرمایش مرسوم، برای رسیدن به یک سطح یکسان از آسایش بدن باشد، اما هنگامی که مطابقت داده شد دمای احساس شده در واقع یکسان بود. یکی از مزایای کلیدی سیستم‌های گرمایش تابشی کاهش بسیار گردش هوا در داخل اتاق است که با گسترش ذرات معلق در هوا همراه است.
سیستم‌های گرمایش تابشی را می‌توان به انواع زیر تقسیم کرد:
- سیستم گرمایش دیواری
- سیستم گرمایش کف ---- الکتریکی یا هیدرولیک

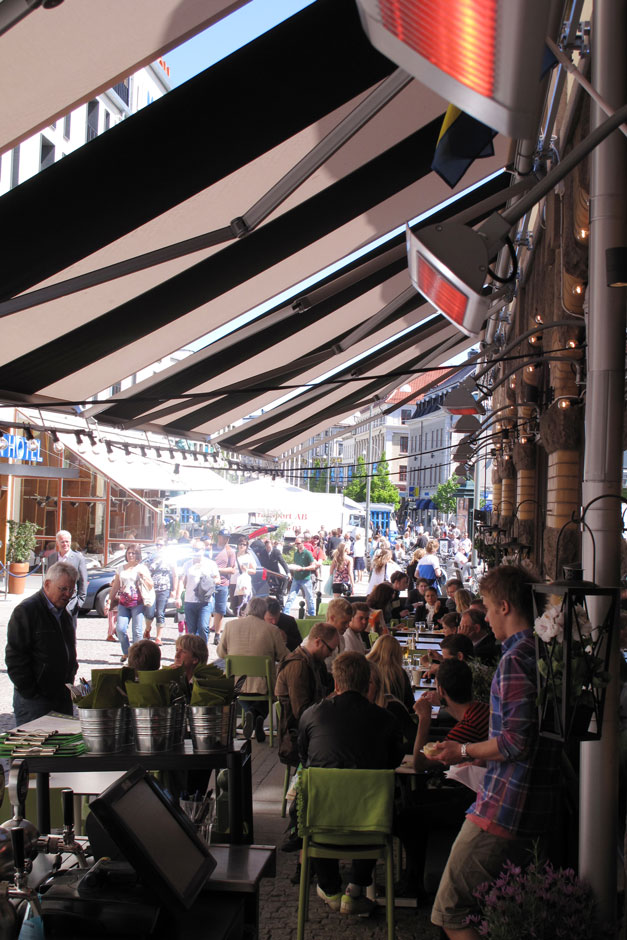
Frico IH Halogeninfra

پلاک‌های سرامیکی گازسوز (شبیه به شعله دستگاه‌های پخت کباب ترکی) سیستم‌های تابش دما بالا می‌باشد که برای گرمایش فضاهای باز یا مکان‌هایی با سقف بلند کاربرد دارد که البته در بعضی موارد نیار به تعویض پلاک‌های سرامیکی مشکل ساز است.
دستگاه‌های گرمایش تابشی لوله‌ای که در زمره سیستم‌های گرمایش دما متوسط قرار می‌گیرد و حدود ۴۰ سال است که در اروپا و آمریکا مورد استفاده بوده و «گرما» را همانند «نور» نامرئی منتقل می‌کند. این سیستم‌ها به‌طور معمول نیاز به تعمیر کمتری داشته و صرفه جویی قابل ملاحظه‌ای درمقایسه با بخاری‌های سنتی به همراه دارد و در مکان‌های مختلف برای گرمایش عمومی یا موضعی کاربرد دارد.
سیستم‌های گرمایشی کف و دیوار اغلب سیستم‌های دما پایین نامیده می‌شود. از آنجایی که سطح گرمایشی آن‌ها خیلی بزرگتر از دیگر سیستم‌ها هست، حرارت بسیار کمتری برای رسیدن به درجه یکسان انتقال حرارت مورد نیاز هست. این سیستم یک شرایط بهبود یافته هوای اتاق با درجه رطوبت سالمتر فراهم می‌کند. حداکثر درجه حرارت از سطح گرمایش می‌تواند متغیر بین ۲۹–۳۵درجه سانتیگراد (۸۴–۹۵درجه فارنهایت) بسته به نوع اتاق باشد. پنل‌های تابشی سقفی عمدتاً در تجهیزات تولید و انبارداری یا مراکز ورزشی استفاده می‌شود؛ آن‌ها چند متر بالاتر از سطح زمین آویخته می‌شوند و درجه حرارت صفحاتشان بسیار بالاتر است.

## فضاهای بیرونی
در مورد گرمایش فضاهای بیرونی، هوای اطراف دائماً حرکت می‌کند. اتکا بر گرمایش همرفتی در بیشتر موارد غیر عملی است. این استدلال وجود دارد؛ که شما یکبار هوای بیرون را گرم می‌کنید، آن با جابجایی هوا دور خواهد شد. حتی در شرایط بدون باد، اثرات شناوری [سبک شدن بر اثر گرما] هوای گرم را جابجا خواهد کرد. گرمایش تابشی بیرونی اجازه می‌دهد فضاهای خاصی را در بیرون هدف گرفته شده و تنها افراد و اشیاء در مسیر خودش را گرم می‌کند. سیستم‌های گرمایش تابشی ممکن هست بویلرهای گازی یا استفاده عناصر گرمایش الکتریکی مادون قرمز باشد.

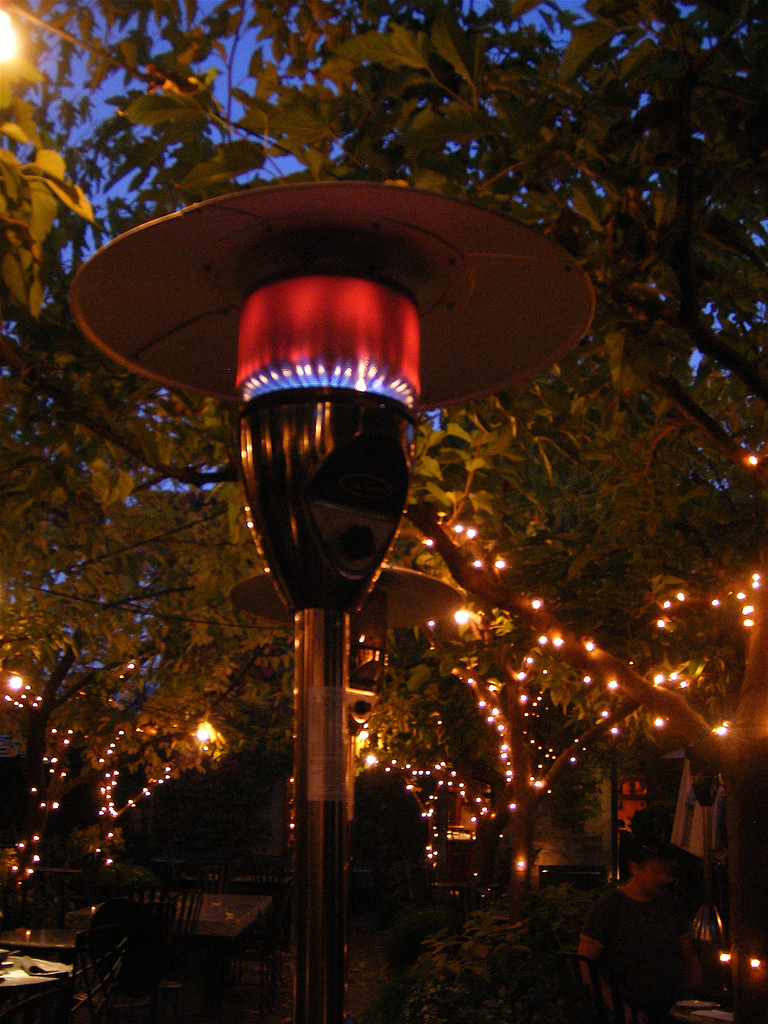
بخاری پاسیو گاز تفتان

یک مثال از بخاری‌ تابشی سقفی بخاری پاسیو، که اغلب در فضاهای باز خدمات دهی استفاده می‌شود. دیسک‌های فلزی بالا، گرمای تابشی را بر روی یک فضای کوچک بازتاب می‌دهد.
در چند سال اخیر استفاده از این روش حرارتی در کافی‌شاپ‌هایی که از روف گاردن استفاده می‌کنند و یا در فضای باز ارائه خدمات می‌کنند روند رو به رشدی داشته است.